# Real Bồ Đào Nha

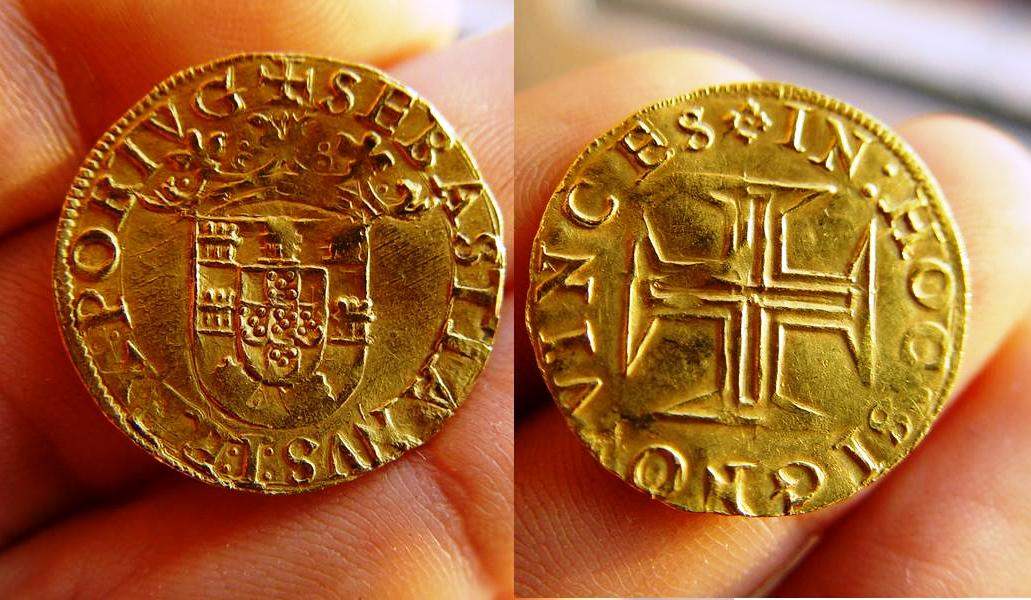
Đồng xu vàng mệnh giá 500 reais, Vua Sebastião của Bồ Đào Nha (1557–1578)

Real Bồ Đào Nha (phát âm tiếng Bồ Đào Nha: [ʁiˈal], nghĩa là "hoàng gia", số nhiều: réis hoặc reais) là đơn vị tiền tệ của Vương quốc Bồ Đào Nha và Đế quốc Bồ Đào Nha từ khoảng năm 1430 cho đến năm 1911. Nó thay thế đồng dinheiro với tỷ giá 1 real = 840 dinheiros và bản thân nó đã được thay thế bằng đồng escudo (sau cuộc Cách mạng Cộng hòa năm 1910) với tỷ lệ 1 escudo = 1000 réis. Đồng escudo tiếp tục được thay thế bằng đồng euro với tỷ giá 1 euro = 200,482 escudo vào năm 2002.

## Lịch sử

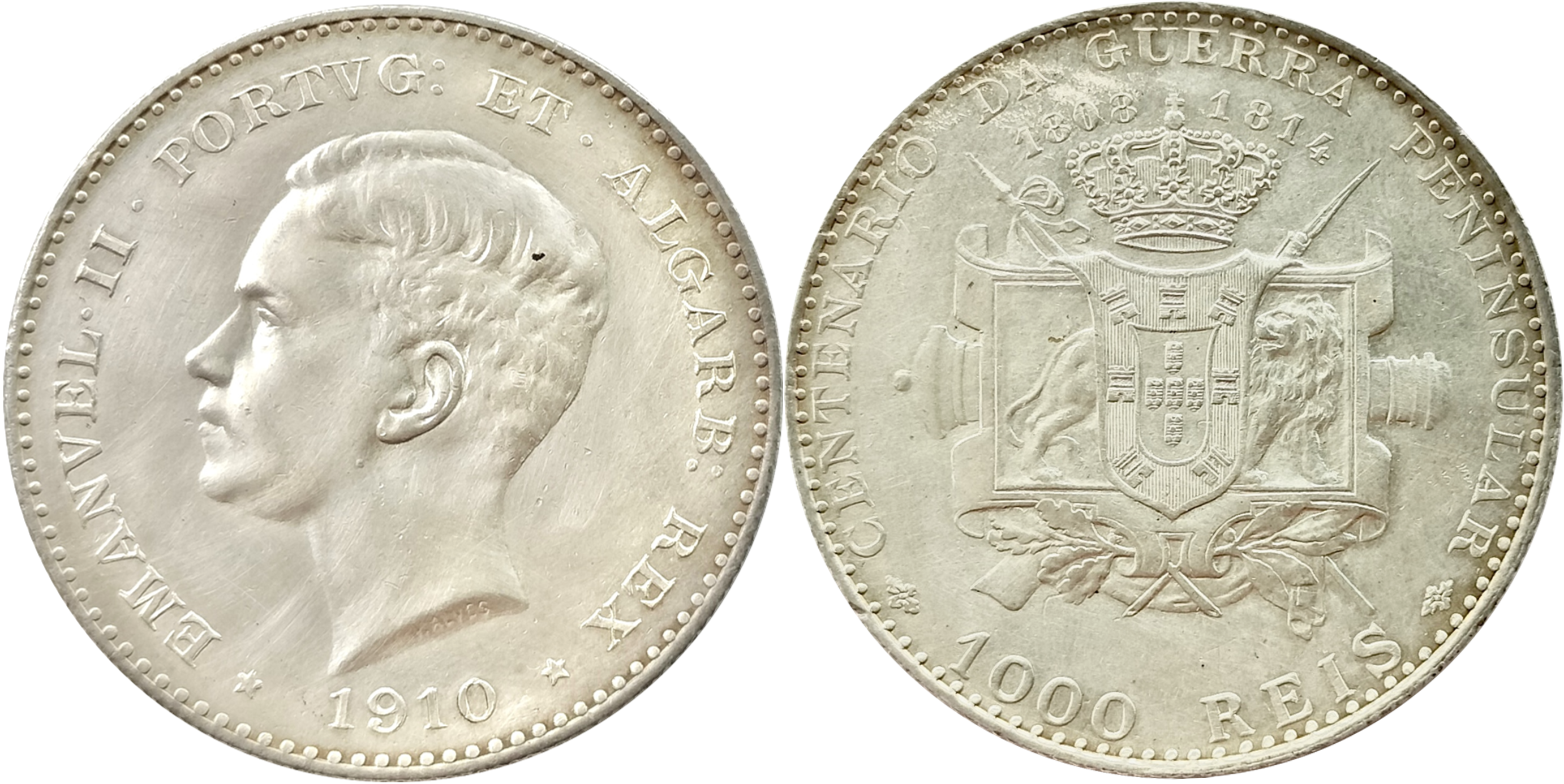
Xu bạc: 1000 reis Bồ Đào Nha, đúc năm 1910, dưới thời Vua Manuel II, kỷ niệm Chiến tranh Bán đảo và đây là xu bạc cuối cùng được đúc dưới thời Vương quốc Bồ Đào Nha, vì sau đó Bồ Đào Nha đã trở thành nước Cộng hòa. Đồng xu có trọng lượng 25gr, trong đó có 83,5% là bạc.

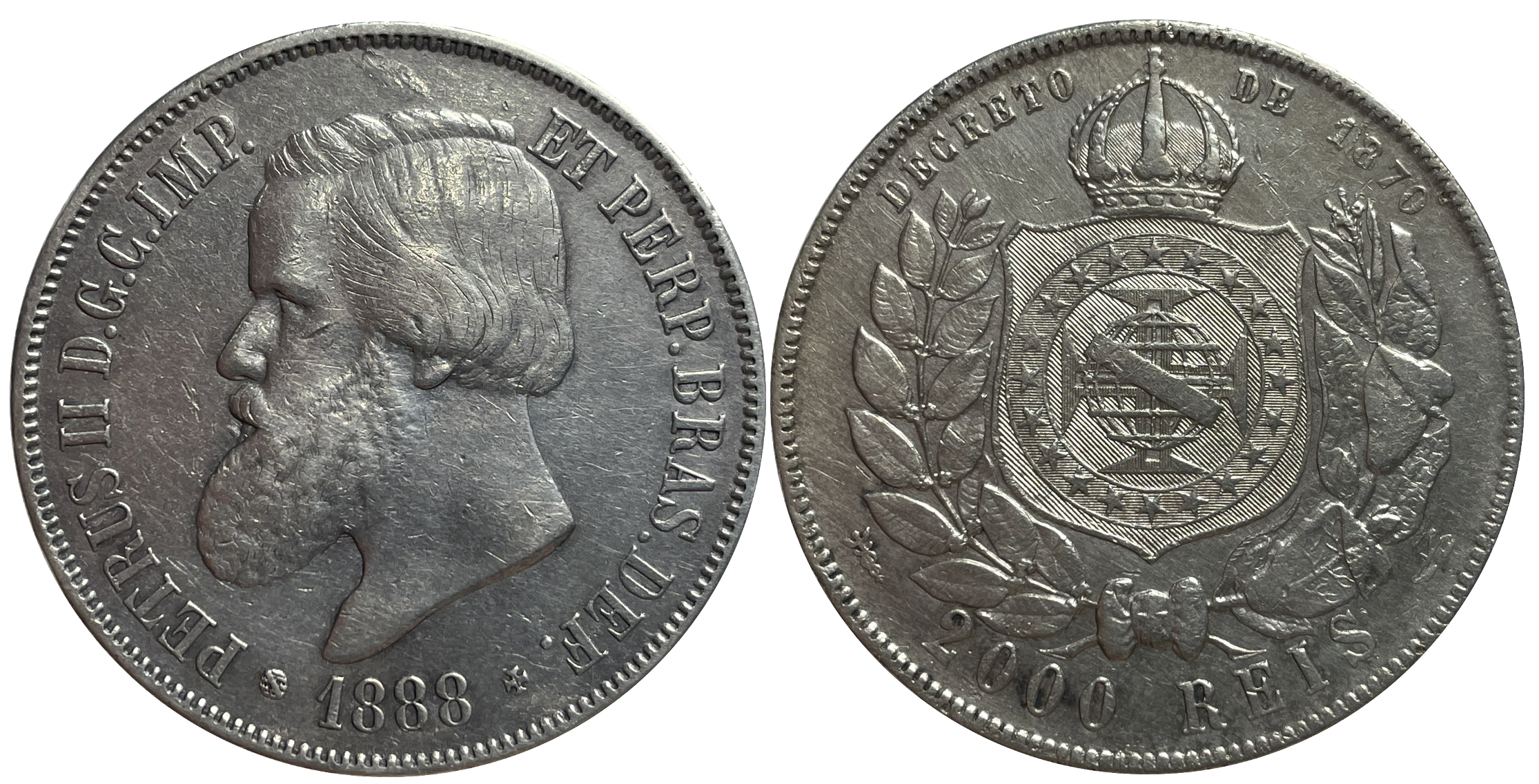
Xu bạc: 2000 reis Đế chế Brazil, đúc năm 1888, dưới thời Hoàng đế Pedro II. Đồng xu có trọng lượng 25,5gr, trong đó có 91,7% là bạc.

Đồng real đầu tiên được vua Fernando I giới thiệu vào khoảng năm 1380. Đó là một đồng xu bạc và có giá trị 120 dinheiros (10 sellos hoặc 1⁄2 libra). Dưới triều đại của Vua João I (1385–1433), đồng real franco gồm 3 + 1⁄2 libra (ban đầu là đồng real cruzado) và đồng real preto gồm 7 sellos (1⁄10 của một real branco) đã được ban hành. Vào đầu triều đại của Vua Duarte I vào năm 1433, real branco (tương đương với 840 dinheiros) đã trở thành đơn vị tài khoản ở Bồ Đào Nha. Từ triều đại của vua Manuel I (1495–1521), tên này được đơn giản hóa thành real, trùng hợp với việc chuyển sang đúc tiền real từ đồng.
Do giá trị thực thấp trong lịch sử, số tiền lớn thường được biểu thị bằng milréis (hoặc mil-réis) của 1.000 réis, một thuật ngữ đã được sử dụng ít nhất từ những năm 1760. Trong các số liệu, một mil-réis được viết là 1$000, với dấu hiệu cifrão hoặc $ hoạt động như một dấu thập phân cho số tiền, do đó 60.500 réis sẽ được viết là 60$500 hoặc 60,5 milréis.
Kể từ Cơn sốt vàng ở Brazil vào thế kỷ XVIII, tiền vàng của Bồ Đào Nha đã trở thành tiền tệ trên toàn thế giới và đặc biệt là với đồng minh của nó là Vương quốc Anh. Những đồng tiền vàng quen thuộc nhất của nó được phát hành dưới dạng bội số của escudo vàng, trị giá 1$600 và chứa 3,286g vàng ròng.
Các cuộc Chiến tranh Napoléon vào đầu thế kỷ XIX đã làm nảy sinh vấn đề về tờ tiền milréis giấy mà cuối cùng đã mất giá trị so với đồng cruzado bằng bạc và đồng escudo bằng vàng. Cuộc cải cách tiền tệ năm 1837 đã công nhận giá trị thấp hơn của milréis bằng cách tăng giá trị của đồng escudo vàng từ 1$600 lên 2$000. Nó cũng thay đổi đơn vị tài khoản chính từ real sang milréis (1$000) với các phân mục thập phân được sử dụng trong đồng tiền của nó.
Banco de Portugal phát hành tiền giấy đầu tiên vào năm 1847. Năm 1854, Bồ Đào Nha áp dụng bản vị vàng với milréis bằng 1,62585 g vàng ròng. Tiêu chuẩn này được duy trì cho đến năm 1891.
Năm 1911, đồng escudo thay thế đồng real với tỷ giá 1 escudo = 1.000 réis làm đơn vị tiền tệ của Bồ Đào Nha (đừng nhầm với đồng escudo bằng vàng trị giá 1$600). Một triệu réis (hoặc một nghìn mil-réis, viết là 1.000$000) được gọi là conto de réis. Thuật ngữ này tồn tại sau khi đồng escudo ra đời có nghĩa là 1.000 escudo và hiện được dùng với nghĩa là 5 euro, gần như chính xác với giá trị chuyển đổi của 1.000 escudo hoặc một triệu réis (1 conto xấp xỉ 4,98798 euro).
Đồng real cũ của Brazil ban đầu được định giá ngang với đồng real của Bồ Đào Nha, nhưng từ năm 1740, nó được định giá thấp hơn theo hệ số 10⁄11, làm tăng giá trị của đồng escudo vàng từ 1$600 lên 1$760. Sau Chiến tranh Napoléon, đơn vị tiền tệ của Brazil bị mất giá hơn nữa, với đồng escudo tăng lên 2$500 vào năm 1834 và 4$000 vào năm 1846.

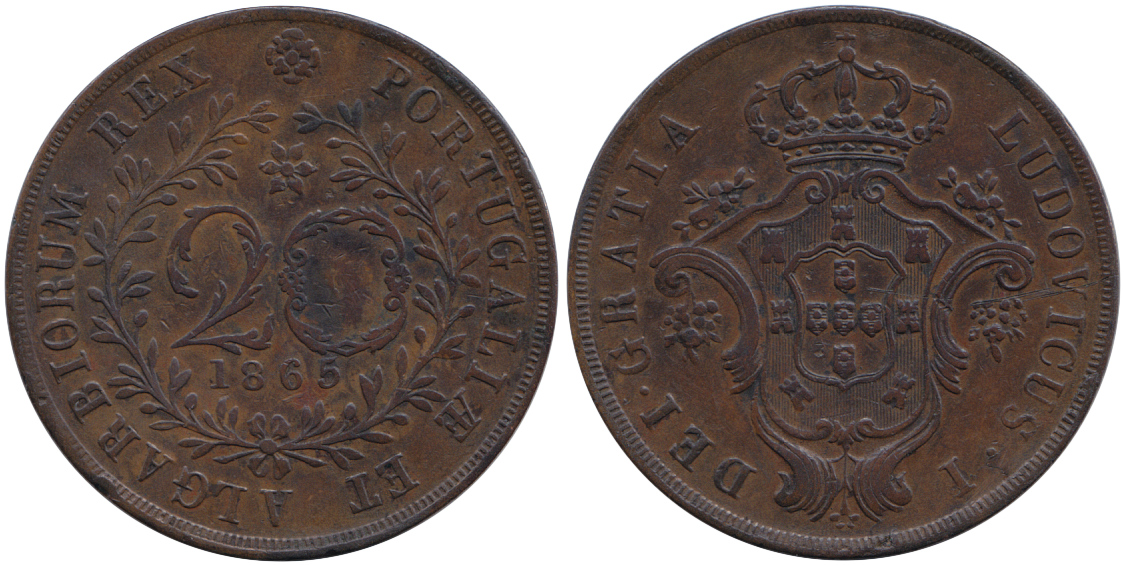
20 Real Azores, 1865.

Tiền xu và tiền giấy cũng được phát hành có mệnh giá bằng réis để sử dụng ở các vùng khác nhau của Đế quốc Bồ Đào Nha. Xem: Real Angola, Real Azores, Real Brasil, Real Cape Verde, Real Mozambique, Real Guinea thuộc Bồ Đào Nha và Real São Tomé và Príncipe. Brazil đã khôi phục đồng real thành đơn vị tiền tệ hiện tại.
Ảnh hưởng của Bồ Đào Nha ở Vịnh Ba Tư, đặc biệt là ở Oman thuộc Bồ Đào Nha, đã mở rộng việc sử dụng thuật ngữ "real", mặc dù không phải là tiền tệ hoặc giá trị thực tế, đối với Trung Đông và dạng Ả Rập hóa của từ "real", "riyal" là tiền tệ của Vương quốc Ả Rập Saudi.